# 대불국가산업단지
대불산업단지(大佛國家産業團地)는 전라남도 영암군 삼호읍 일대에 있는 산업단지로서 1996년 12월 완공됐다. 1997년부터 기업들의 입주가 시작되어 가동되었다.

## 개요
처음에는 매각이 잘 이뤄지지 않아 고전해 2000년도부터 미분양 70,000평이 외국인에 임대했으나, LNG 공급과 기반 시설 등이 정비되었다. 2001년까지 분양률 30%에 머물자 평당 229,000원에서 30% 할인한 가격에 매각해 활성화 방안을 꾀했다.
한라중공업을 인수한 현대삼호중공업 입주로 인해 관련 중소기업이 유치하면서 지역경제에 활성화를 촉진하는 계기가 됐다. 서해안고속도로 연결 이후 교통량 증가와 편리성이 증대되면서 이익을 보게 되었다. 한편 전라남도는 국제전자물류 허브단지를 민자유치하는데 성공하면서 이익 창출에 박차를 가하게 됐다.
2002년 산업자원부가 대불-마산을 무역자유지역으로 지장하면서 투자에 더 큰 힘을 얻게 됐으며 독일의 세계적인 물류업체인 BLG사가 목포 국제물류산업단지 조성을 하면서 관련 업체 입주가 더욱 높아지게 됐다.
2007년에는 조선산업단지 혁신클러스터로 확정되면서 조선업종 산단 업체의 발전 가능성이 커졌다. 현재 대불산단 내에는 목포 세관이 들어서 있으며 수출입품 파수꾼으로 활동하고 있다.

## 입지

### 고속도로
- 서해안고속도로 목포 나들목 (8 km)  ·  죽림 분기점 (12.7km), 남해고속도로 서영암 나들목 (12.6km)

### 국도
- 국도 제1호선 (목포 ↔ 광주 ↔ 서울)
- 국도 제2호선 (목포↔ 순천 ↔ 부산)

### 지방도
- 국가지원지방도 제49호선 (해남 ↔ 원주)

### 항공
- 목포공항 (2,7km)
- 무안국제공항 (47.5 km)

### 철도
- 대불선 대불역

### 항만
- 목포신항만
- 목포항
- 대불항